# Liste der Kantone im Département Meurthe-et-Moselle
Das Département Meurthe-et-Moselle liegt in der Region Grand Est in Frankreich. Es untergliedert sich in vier Arrondissements mit 23 Kantonen (französisch cantons).

## Neugliederung 2014
Aufgrund der Bestimmung, dass nun pro Kanton nicht mehr eine Person, sondern jeweils ein Mann und eine Frau in den Conseil départemental entsandt wird, mussten die Kantone als Wahlbezirke der „Conseilleurs generaux“ neu zugeschnitten werden. Dabei wurde anders als vorher mehr Wert darauf gelegt, dass die Einwohnerzahl der Kantone jedenfalls innerhalb des gleichen Departements etwa gleich groß ist. Es wurde daher für Meurthe-et-Moselle eine Einteilung in 23 Kantone verfügt. 
Siehe auch: Liste der Gemeinden im Département Meurthe-et-Moselle

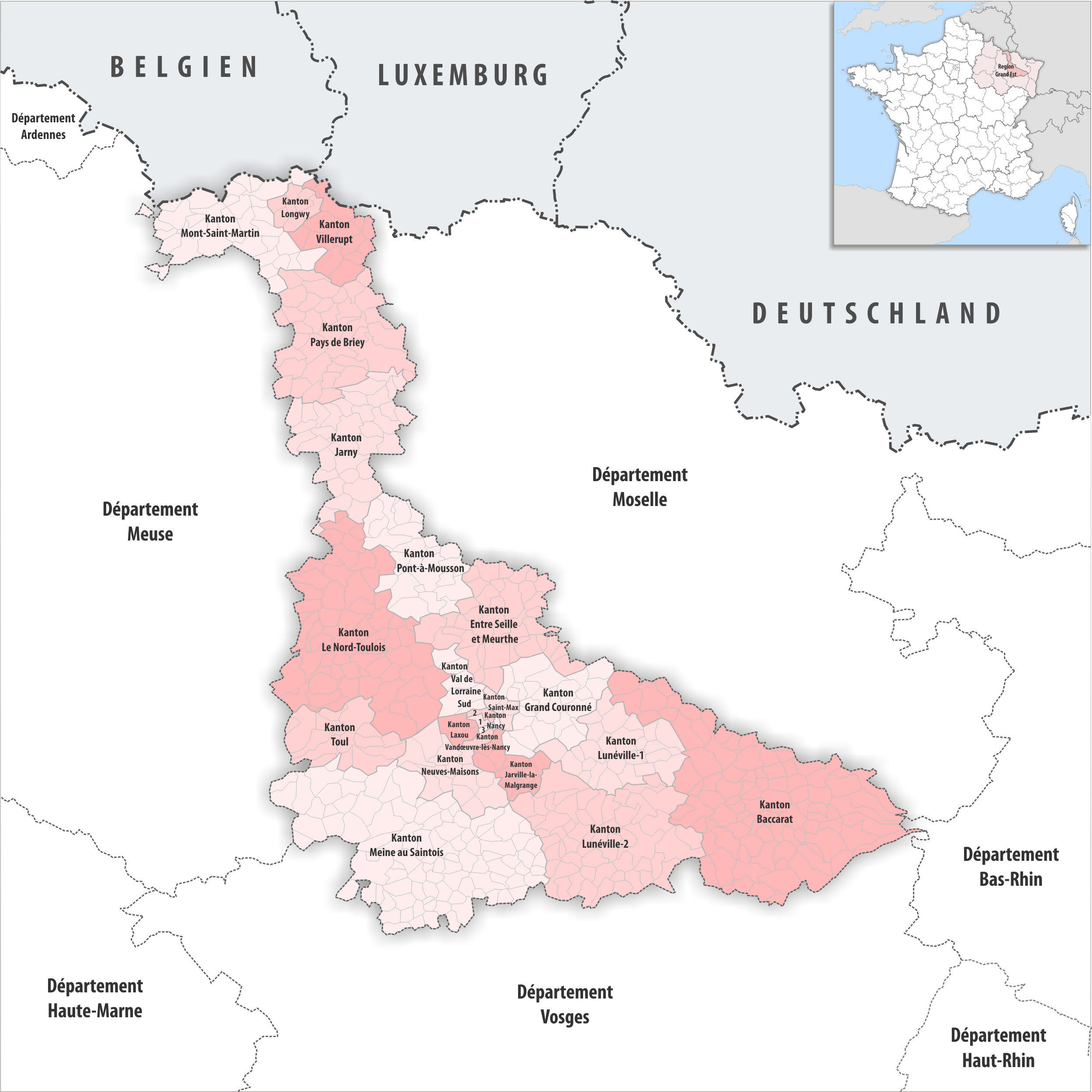
Gemeinden und Kantone im Département Meurthe-et-Moselle

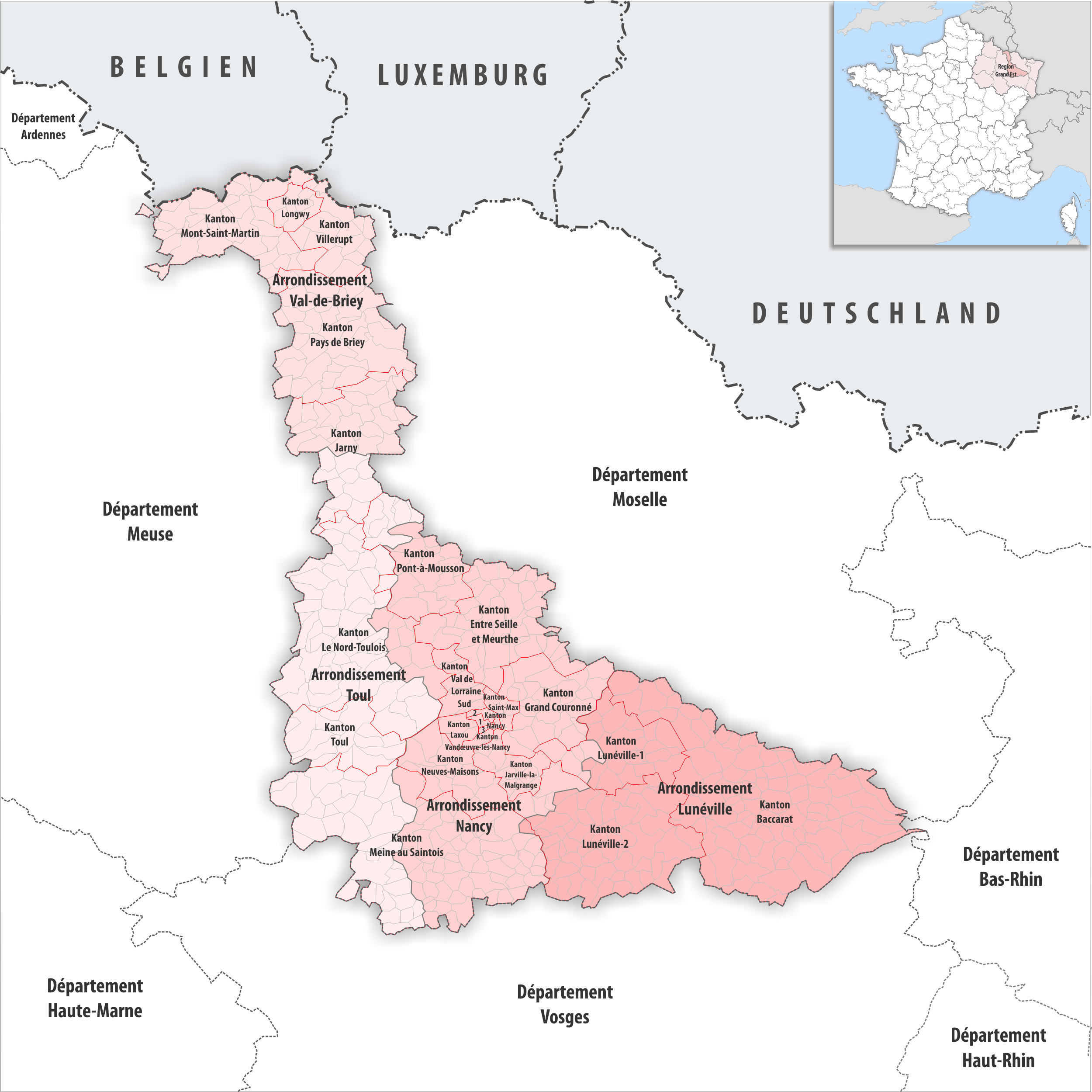
Gemeinden, Arrondissemente und Kantone im Département Meurthe-et-Moselle

| Kanton                         | Gemeinden | Einwohner 1. Januar 2022 | Fläche km² | Dichte Einw./km² | Code INSEE | Arrondissement(e)  |
| ------------------------------ | --------- | ------------------------ | ---------- | ---------------- | ---------- | ------------------ |
| Baccarat                       | 91        | 26.627                   | 838,05     | 32               | 5401       | Lunéville          |
| Entre Seille et Meurthe        | 39        | 29.119                   | 302,26     | 96               | 5402       | Nancy              |
| Grand Couronné                 | 24        | 33.205                   | 208,90     | 159              | 5403       | Nancy              |
| Jarny                          | 34        | 36.367                   | 297,73     | 122              | 5404       | Briey              |
| Jarville-la-Malgrange          | 12        | 34.351                   | 72,53      | 474              | 5405       | Nancy              |
| Laxou                          | 2         | 30.064                   | 25,89      | 1.161            | 5406       | Nancy              |
| Longwy                         | 8         | 34.809                   | 45,39      | 767              | 5407       | Briey              |
| Lunéville-1                    | 25 1⁄2    | 32.908                   | 219,10     | 150              | 5408       | Lunéville, Nancy   |
| Lunéville-2                    | 53 1⁄2    | 33.969                   | 466,43     | 73               | 5409       | Lunéville, Nancy   |
| Meine au Saintois              | 98        | 27.955                   | 765,42     | 37               | 5410       | Nancy, Toul        |
| Mont-Saint-Martin              | 32        | 31.609                   | 289,24     | 109              | 5411       | Briey              |
| Nancy-1                        | 1⁄3       | 35.460                   | 4,33       | 8.189            | 5412       | Nancy              |
| Nancy-2                        | 1⁄3       | 32.170                   | 5,11       | 6.295            | 5413       | Nancy              |
| Nancy-3                        | 1⁄3       | 36.757                   | 5,57       | 6.599            | 5414       | Nancy              |
| Neuves-Maisons                 | 14        | 25.891                   | 142,54     | 182              | 5415       | Nancy, Toul        |
| Le Nord-Toulois                | 56        | 26.074                   | 594,97     | 44               | 5416       | Nancy, Toul        |
| Pays de Briey                  | 37        | 36.800                   | 353,98     | 104              | 5417       | Briey              |
| Pont-à-Mousson                 | 24        | 34.450                   | 220,89     | 156              | 5418       | Briey, Nancy, Toul |
| Saint-Max                      | 5         | 36.258                   | 22,00      | 1.648            | 5419       | Nancy              |
| Toul                           | 15        | 30.771                   | 166,50     | 185              | 5420       | Toul               |
| Val de Lorraine Sud            | 5         | 29.568                   | 61,34      | 482              | 5421       | Nancy              |
| Vandœuvre-lès-Nancy            | 1         | 29.697                   | 9,46       | 3.139            | 5422       | Nancy              |
| Villerupt                      | 14        | 28.019                   | 128,28     | 218              | 5423       | Briey              |
| Département Meurthe-et-Moselle | 591       | 732.898                  | 5.245,91   | 140              | 54         | –                  |

## Liste ehemaliger Kantone
Bis zum Neuzuschnitt der französischen Kantone im März 2015 war das Département Meurthe-et-Moselle wie folgt in 44 Kantone unterteilt:
| Arrondissement | Kantone |
| -------------- | --- |
| Briey          | Audun-le-Roman, Briey, Chambley-Bussières, Conflans-en-Jarnisy, Homécourt, Longuyon, Longwy, Mont-Saint-Martin, Villerupt |
| Lunéville      | Arracourt, Baccarat, Badonviller, Bayon, Blâmont, Cirey-sur-Vezouze, Gerbéviller, Lunéville-Nord, Lunéville-Sud |
| Nancy          | Dieulouard, Haroué, Jarville-la-Malgrange, Laxou, Malzéville, Nancy-Est, Nancy-Nord, Nancy-Ouest, Nancy-Sud, Neuves-Maisons, Nomeny, Pompey, Pont-à-Mousson, Saint-Max, Saint-Nicolas-de-Port, Seichamps, Tomblaine, Vandœuvre-lès-Nancy-Est, Vandœuvre-lès-Nancy-Ouest, Vézelise |
| Toul           | Colombey-les-Belles, Domèvre-en-Haye, Thiaucourt-Regniéville, Toul-Nord, Toul-Sud |